# 타마가

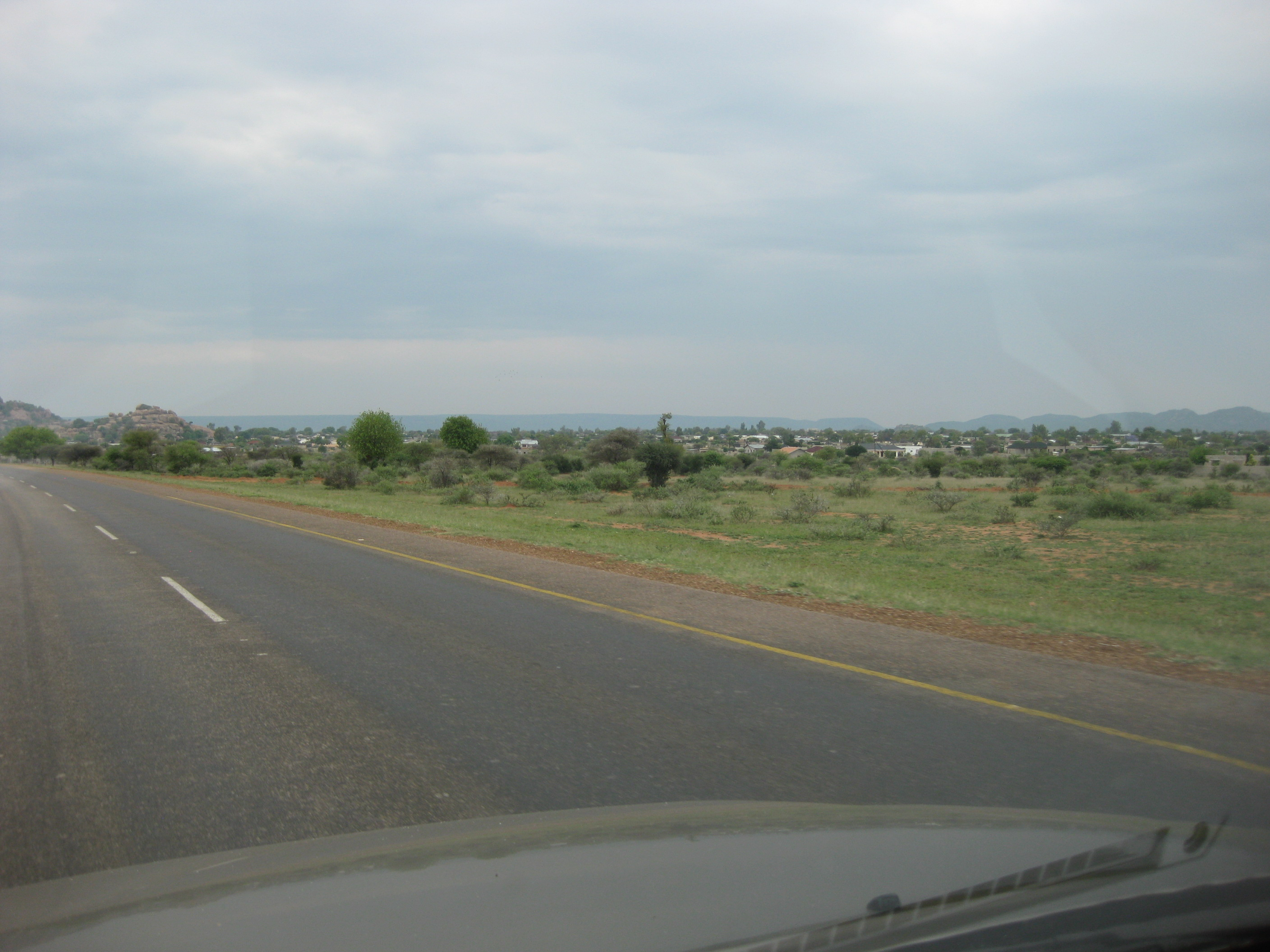
타마가를 지나가는 고속도로

타마가(Thamaga)는 보츠와나의 도시로 인구는 19,365명(2011년 기준), 높이는 1,053m이다. 행정 구역상으로는 퀘넹 구에 속한다. 수도 가보로네에서 서쪽으로 약 40km 정도 떨어진 곳에 위치한다.